# Universidad de Montenegro
La Universidad de Montenegro (montenegrino: Univerzitet Crne Gore,  Универзитет Црнe Горe) es una universidad de Podgorica, Montenegro. Fundada en 1974 y con 20 facultades, fue conocida hasta 1992 como Universidad Veljko Vlahović. Tiene sedes en las ciudades de Podgorica, Cetiña, Kotor, Herceg Novi y Nikšić. 

## Facultades
La Universidad de Montenegro tiene las siguientes facultades:
1. Facultad de Ciencias Económicas
2. Facultad de Derecho
3. Facultad de Ciencias Políticas
4. Facultad de Arquitectura
5. Facultad de Electrotecnia
6. Facultad de Metalurgia y Tecnología
7. Facultad de Ingeniería Civil
8. Facultad de Ingeniería Mecánica
9. Facultad de Ciencias
10. Facultad de Medicina
11. Facultad de Farmacia
12. Facultad de Artes
13. Facultad de Bellas Artes
14. Facultad de Arte Dramático
15. Academia de Música
16. Facultad de Estudios Marítimos
17. Facultad de Turismo y Dirección Hotelera
18. Escuela Superior de Fisioterapia